# Роху
Роху, або руї (Labeo rohita) — вид риб родини коропових, природний ареал якого охоплює річки Південної Азії. Це велика всеїдна риба, яка активно використовується для вирощування в аквакультурі.

## Зовнішній вигляд
Це велика срібляста з незначною пігментацією на спині та боках риба, типового для коропоподібних вигляду і загальної форми тіла, з невеликими очами та кінцевим ротом; бічна лінія без вигинів, проходить від зябрового отвору до хвостового плавця. Дорослі особини можуть досягати довжини до 2 метрів та ваги до 45 кг, але звичайно розмір не перевищує 50 сантиметрів.

## Розповсюдження
Типовим біотопом для роху є рівнинні річки з повільною течією та великою кількістю водяної рослинності. Природний ареал роху охоплює північну, центральну та східну Індію, Пакистан, Непал, Бангладеш та М'янму. Також цей вид був інтродукований до прісноводних водойм у Бутані, Камбоджі, Філіппінах, Шрі-Ланці, південній Індії, Таїланді, В'єтнамі, а за межами Азії — в Зімбабве, на Мадагаскарі та Маврикії.

## Екологія
Вид є всеїдним, із зміною харчових об'єктів на різних стадіях життєвого циклу. На стадії малька він харчується переважно зоопланктоном, але в міру дорослішання все більше переходить на фітопланктон; дорослі риби харчуються фітопланктоном та водною макрофітною рослинністю. Зяброві тичинки дорослих риб тонкі та видовжені, що вважається адаптацією до фільтрування планктону.
Статевої зрілості досягає у віці від 2-х до 5-ти років. Нерест зазвичай відбувається протягом сезону мусонів на тимчасово затоплених частинах річкових заплав. Ікра під час нересту може бути зібрана і використана для зариблення ставків та озер, що використовуються в аквакультурі.

## Використання в аквакультурі
В південній та південно-східній Азії роху є важливим компонентом аквакультур. В умовах штучного розведення в стоячих водоймах роху звичайно не нереститься, тому для розмноження доводиться вдаватись до штучного нересту. Окрім того, роху є популярним об'єктом спортивного лову.

## Використання в кулінарії

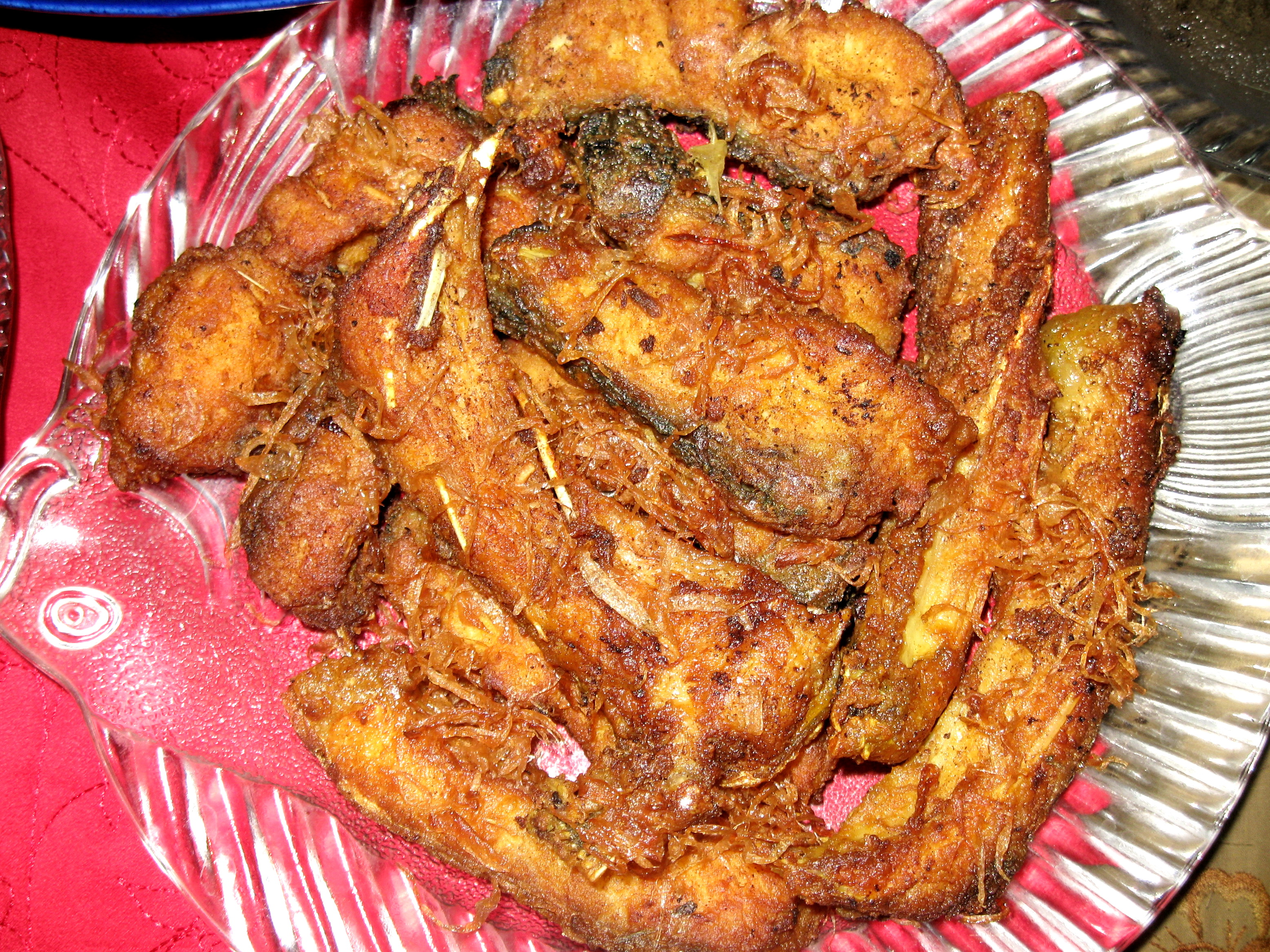
Смажений роху, Бангладеш.

Роху активно використовується в харчуванні по всьому ареалу. Рецепт смаженого роху згадується у творі Манасоласа (Mānasollāsa): енциклопедії на мові Санскрит складеної Сомешварою ІІІ, що правив на території сучасної Карнатаки. Згідно з рецептом з риби треба зняти шкіру, замаринувати в суміші асафетиди та солі, потім занурити в натерту куркуму розведену водою, а після цього смажити.